# Khoaï

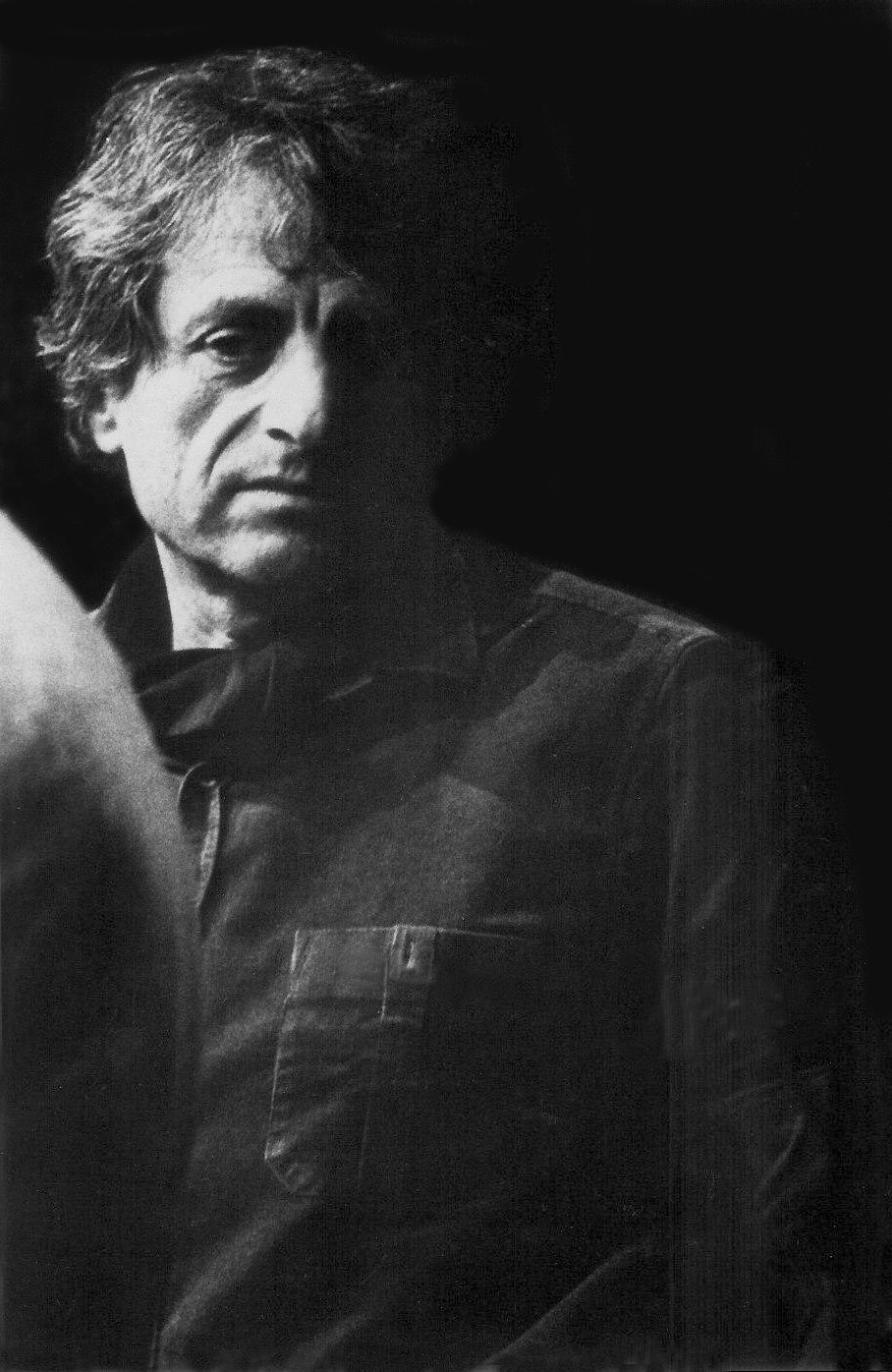
Iannis Xenakis, en 1980 © Les amis de Xenakis

Khoaï , ou Χοαί (dans son titre original en grec), est une œuvre pour clavecin amplifié de Iannis Xenakis, composée et créée en 1976.

## Histoire
Écrit dans l'une des périodes les plus prolifiques de sa carrière de compositeur, Khoaï est une commande de Musik der Zeit de la Westdeutscher Rundfunk de Cologne.
L'œuvre est la première des 5 pièces dédiées à Élisabeth Chojnacka, et jouées par elle. Elle en donna la première audition le 5 mai 1976 à Cologne. Cette pièce d'une durée de 15 minutes propose une rencontre entre un instrument ancien et la musique contemporaine, en articulant des couches de motifs rythmiques précis ainsi que des sons percussifs, assez inusuels pour un instrument comme le clavecin.
Elisabeth Chojnacka a rédigé un texte sur Khoaï pour le livre collectif de 1981, Regards sur Iannis Xenakis. On y découvre notamment que c'est elle qui a demandé au compositeur d'écrire pour le clavecin. Xenakis aurait alors composé cette pièce en tant compte des possibilités intrinsèques du clavecin, si différentes du piano, et des possibilités techniques de Chojnacka (étendue de main, possibilités de sauts sur un clavier et entre deux claviers...)  

## Discographie
- Ensemble Xenakis, Huub Kerstens, Sylvio Gualda, Élisabeth Chojnacka, Erato / Radio France, collection Musifrance, 1990